# Scriptaphyosemion cauveti
Scriptaphyosemion cauveti is een straalvinnige vissensoort uit de familie van de killivisjes (Nothobranchiidae). De wetenschappelijke naam van de soort is voor het eerst geldig gepubliceerd in 1995 door Romand & Ozouf-Costaz.